# Estadio Nacional 12 de Julho
El Estadio Nacional 12 de Julho (en portugués: Estádio Nacional 12 de Julho) es un estadio de usos múltiples en Santo Tomé, capital de la pequeña nación insular africana de Santo Tomé y Príncipe. Actualmente se utiliza sobre todo para los partidos de fútbol. El estadio tiene capacidad para 6.500.
Se utiliza también para el atletismo, ya que cuenta con una pista para tal fin, pero se emplea sobre todo para jugar al fútbol y en él se organizan partidos regulares de la liga local y se celebra la final del campeonato nacional y la copa nacional.